# Apocalypse Hotel
Apocalypse Hotel (アポカリプスホテル?, Apokaripusu Hoteru) è una serie televisiva originale anime giapponese, prodotta da CyberAgent e animata da CygamesPictures. La serie ha debuttato in aprile 2025. In Italia Crunchyroll ha la licenza per la distribuzione della serie.

## Premessa
Nell'anno 2057, un patogeno sconosciuto, denominato "infortunium", inizia a diffondersi nell'atmosfera terrestre, rendendo progressivamente l'aria irrespirabile per tutti i primati, compresi gli esseri umani. L'umanità non ha altra scelta che fuggire nello spazio, abbandonando completamente il pianeta.
Un secolo dopo ancora l'umanità non ha fatto ritorno ma, tra le rovine di Ginza a Tokyo, un unico albergo al mondo rimane ancora attivo: l'Hotel Gingarou. Viene infatti mantenuto in funzione da ciò che resta del personale robotico, guidato dalla concierge Yachiyo, che attente con trepidazione l'atteso ritorno dell'umanità. 